# Синьхуа (Цанчжоу)
Синьхуа́ (кит. упр. 新华, пиньинь Xīnhuá) — район городского подчинения городского округа Цанчжоу провинции Хэбэй (КНР).

## История
На этой территории находился старый город Цанчжоу. Современный район был создан в 1980 году. В 1997 году к нему была присоединена часть территории расформированного Пригородного района.

## Административное деление
Район Синьхуа делится на 5 уличных комитетов и 1 волость.